# Leptacis pumilio
Leptacis pumilio är en stekelart som beskrevs av Lubomir Masner 1960. Leptacis pumilio ingår i släktet Leptacis och familjen gallmyggesteklar. Inga underarter finns listade i Catalogue of Life.